# Ла Селва-Чивитела (Кјети)
Ла Селва-Чивитела (итал. La Selva-Civitella) је насеље у Италији у округу Кјети, региону Абруцо.
Према процени из 2011. у насељу је живело 6 становника. Насеље се налази на надморској висини од 28 м.